# Rellotge azimutal

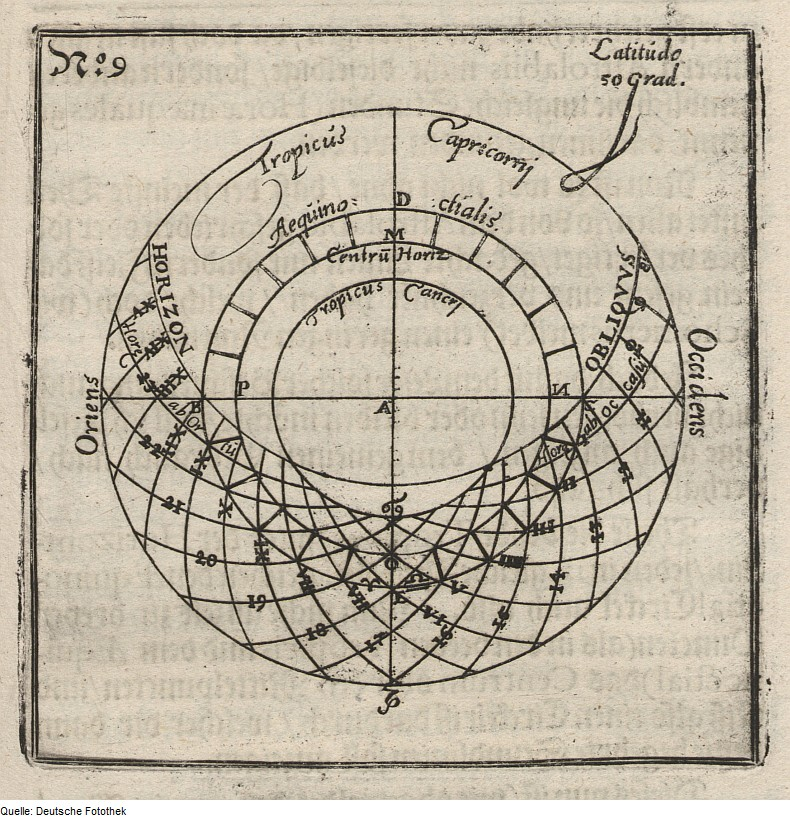
Traçat de les corbes horàries en un rellotge azimutal.

El  Rellotge azimutal  és una família de rellotges solars que mesura el temps servint-se del valor que proporciona el azimut solar (vegeu:  coordenades horitzontals ). Durant el dia el sol va descrivint el arc diürn, ia mesura que transcorre, el seu azimut va canviant. per tant aquests rellotges solen ser, per norma general, disposats a superfícies horitzontals. D'aquesta manera recullen gran quantitat de llum solar que reben en el transcurs diürn.
En coordenades horitzontals es pot veure que l'arc diürn va canviant de inclinació segons el dia de l'any. És per aquesta raó per la qual, sabent que en un mateix instant dos dies de l'any, no mostra el sol una mateixa alçada, tampoc ho fa amb el valor de l'azimut.